# Sicco Mansholt
Sicco Leendert Mansholt (ur. 13 września 1908 r. w Ulrum, Groningen, zm. 29 czerwca 1995 w Wapserveen, Drenthe) – holenderski polityk, Przewodniczący Komisji Europejskiej (1972–1973) oraz Europejski Komisarz ds. Rolnictwa i Rozwoju Wsi (1958–1972), twórca Planu Mansholta (1969).

## Życiorys
Mansholt pochodził z zamieszkałej w prowincji Groningen chłopskiej rodziny o tradycjach socjalistycznych. Zarówno jego ojciec jak i dziadek byli stronnikami socjalistów, takich jak Multatuli, Domela Nieuwenhuis oraz Troelstra. Jego ojciec, Lambertus H. Mansholt był delegatem Socjaldemokratycznej Partii Robotniczej (nid. Sociaal Democratische Arbeiders Partij, SDAP) w izbie prowincji Groeningen. Matka Wabien Andreae – córka sędziego w Heerenveen, była jedną z pierwszych kobiet studiujących nauki polityczne. Organizowała mityngi polityczne dla innych kobiet, zazwyczaj w ich własnych domach. Mansholt uczęszczał do szkoły drugorzędnej „Hogere Burgerschool” w Groningen, a następnie przeniósł się do Deventer, gdzie w Szkole Rolnictwa Tropikalnego uczył się jak uprawiać tytoń.
Później wyjechał na Jawę w Holenderskich Indiach Wschodnich (obecnie Indonezja), gdzie zaczął pracować na plantacji herbaty. Niezadowolony z systemu kolonialnego powrócił do Holandii w 1936. Chciał zostać farmerem i przeniósł się do Wieringermeer, na zmeliorowany w 1937 polder. Tam założył swoją farmę.
Następnie jako sekretarz lokalny partii został członkiem Sociaal Democratische Arbeiders Partij (SDAP). Piastował kilka funkcji publicznych z jej ramienia w Wieringermeer, wliczając w to posadę burmistrza. W okresie II wojny światowej aktywny uczestnik holenderskiego ruchu oporu. Pomagał ukrywać się ludziom będącym w niebezpieczeństwie oraz organizował potajemną pomoc żywnościową dla zachodnich prowincji. Bezpośrednio po wojnie w czerwcu 1945 socjalistyczny premier Schermerhorn z ramienia Partii Pracy (PvdA) zaproponował mu objęcie gabinetu Ministra Rolnictwa, Rybołówstwa oraz Dystrybucji Żywności. Został najmłodszym ministrem rządu, mając w tym czasie 36 lat.
Był członkiem sześciu gabinetów: Schermerhorn-Dreesa w 1945; Beela w 1946; Drees-Vana Schaika w 1948, a także następnych trzech Dreesa: 1951, 1952 i 1956. W 1958 został jednym z Komisarzy Europejskich nowej Komisji Europejskiej. Był Komisarzem ds. Rolnictwa, modernizacji europejskiego rolnictwa oraz wiceprezydentem organizacji. Owocem jego sprawowania funkcji był Plan Mansholta - plan zawierający projekt zmian wspólnej polityki rolnej, tak aby przystosować ją do nowej sytuacji ekonomicznej (szybko rosnące koszty stosowania WPR, jak i konflikty z krajami trzecimi). Prezydentem Komisji Europejskiej został w 22 marca 1972 (Komisja Mansholta) i pełnił tę funkcję do 5 stycznia 1973. Znajdował się w tym okresie pod silnym wpływem Klubu Rzymskiegodata:09-06.
Żonę, Henny J. Postel poślubił w 1938, mieli dwóch synów i dwie córki.
W 1954 parlamentarna debata nad budżetem Departamentu Rolnictwa została przełożona: minister brał w tym czasie udział w Elfstedentocht – 200 km łyżwiarskim Wyścigu Jedenastu Miast. Przebył ten dystans w swoim życiu dwukrotnie.
Ostatnie lata swojego życia Mansholt spędził na starej, zabytkowej farmie położonej w wiosce Wapserveen, w prowincji Drenthe (płn-wsch Holandia). Zarówno on, jak i jego córka Lideke, mająca wtedy 53 lata, zmarli w 1995.